# Mercè Amorós i Sans
Mercè Amorós i Sans és una empresària i política catalana. Dedicada al sector turístic, ha estat presidenta de l'Associació Gironina d'Empresaris i diputada per CiU per la província de Girona a les eleccions generals espanyoles de 1996. Dins el Congrés dels Diputats formà part de la Comissió mixta dels drets de la dona. Posteriorment abandonà la coalició i fou candidata pel PP a les eleccions al Parlament de Catalunya de 2006, però no fou escollida.